# Selección de rugby de Argelia
La selección de rugby de Argelia reúne los mejores jugadores de rugby unión de Argelia.
Se considera un equipo principiante y no está admitido todavía en la tercera división según la clasificación actual establecida por el World Rugby. Participa anualmente en torneos africanos.

## Historia

### Antes de 2015
El rugby de 15 jugadores se practicaba en territorio de Argelia durante la colonización francesa, después de este período, su práctica disminuyó rápidamente hasta desaparecer en 1972.
Por invitación de la Federación de Rugby de Túnez, Argelia reunió en Nabeul una selección de los mejores jugadores del país y se presenta en la escena internacional el 27 de febrero de 2007, contra Túnez, ganando 8 - 7 con un try de Samir Khamouche jugando en Castres Olympique y un penal de Nadir Boukhaloua del LOU Rugby de Lyon.
Más tarde, los argelinos se imponen 20 - 17 frente a un equipo del Estadio de Villeneuve del municipio francés de Clichy, y de otros equipos africanos, incluyendo el de Costa de Marfil.

### 2015: el retorno del rugby en Argelia
El 1 de enero de 2015, después de ocho años de discusión y debate, el Ministerio de Deportes, ayudado por el Comité Olímpico de Argelia aprueba la creación de la Asociación Nacional de Rugby de Argelia, que se convirtió en la Federación de Rugby de Argelia en 2015 después de su integración actual por la World Rugby.

## Palmarés
- Africa Cup Bronze Cup (1): 2017[3]
- Africa Cup Silver Cup (1): 2018
- Subcampeón Rugby Africa Cup (1): 2024

## Participación en copas
| - no ha clasificado - Tour de Túnez 2015: ganó (1 - 0) - Crescent Cup 2015: 2º puesto - North African Tri Nations 2016: 3ª puesto (último) - North African Tri Nations 2017: 2º puesto | - Rugby Africa Bronze Cup 2017: Campeón - Rugby Africa Silver Cup 2018: Campeón invicto - CAR Development Trophy 2010: Campeón - Rugby Africa Cup 2021-22: 3º puesto - Rugby Africa Cup 2024: 2º puesto - Rugby Africa Cup 2025: 3º puesto |